# Степной ящер

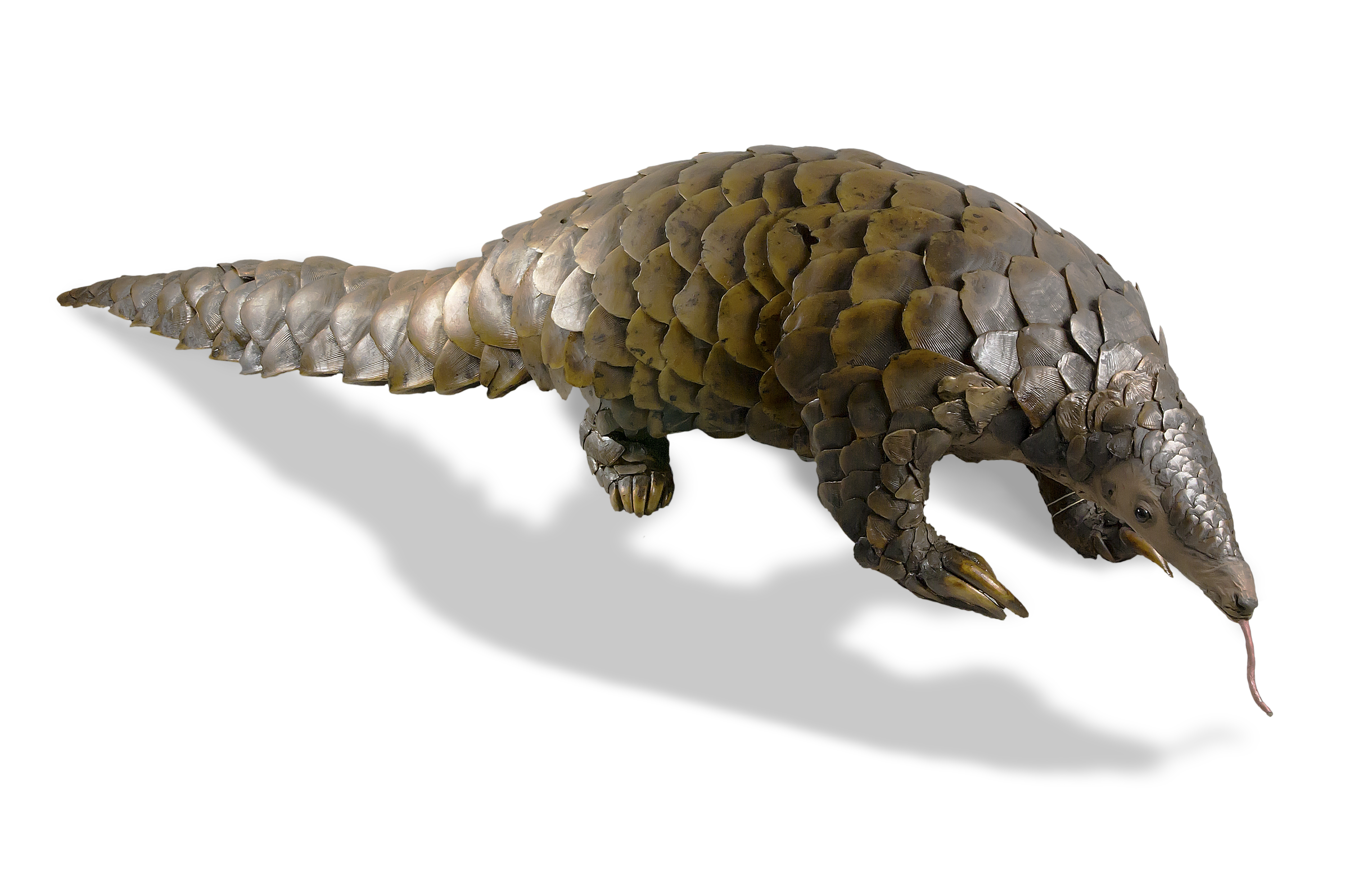
Manis temminckii — Тулузский музей

Степно́й я́щер, или саванный панголин (лат. Manis temminckii или Smutsia temminckii) — млекопитающее из отряда панголинов. Наземное ночное животное, обитает в саваннах и степях Южной и Восточной Африки. Видовой эпитет дан в честь голландского зоолога К. Я Темминка (1778—1858).

## Внешний вид
Имеют маленькую заострённую коническую голову без наружных ушей, вытянутое тело, относительно короткий толстый, широкий на конце, хвост. Передние лапы короткие, задние длиннее и довольно мощные.
Панголины практически полностью покрыты налегающими друг на друга пластинкообразными роговыми чешуйками, которые могут составлять до 20 % массы тела самого животного (в среднем, степной ящер весит 9-15 кг). Низ тела и внутренняя поверхность ног покрыты короткой жёсткой шерстью. Конечности пятипалые. Одна из главных особенностей вида — три длинных когтя на передних лапах. Длина тела около 50 см, хвоста — 35 см. Взрослые ящеры имеют светло-коричневый, оливковый и темно-коричневый цвета. Молодые — бледно-коричневые или розовые.

## Образ жизни
Этот вид панголинов, как и гигантский ящер, ведёт наземный образ жизни. Передвигаются степные ящеры на двух задних лапах, балансируя длинным широким хвостом. При ходьбе на четвереньках, опираются на костяшки пальцев передних лап, оберегая длинные изогнутые когти. С помощью этих когтей степные ящеры разрушают гнёзда термитов и муравьёв. Эти насекомые — основная пища панголинов. Слюна панголина привлекает насекомых своим запахом, и они налипают на длинный язык ящера.
Степные ящеры способны вырывать норы до 40 метров в длину и 5 метров в глубину. При этом, для отдыха и сна часто предпочитают чужие норы (например, норы трубкозубов). 
В потомстве один, или очень редко, два детёныша. Степные ящеры — ночные животные.